# Ban Chấp hành Trung ương Đảng Cộng sản Việt Nam khóa VII
Đại hội Đảng Cộng sản Việt Nam VII đã bầu ra Ban Chấp hành Trung ương khóa VII có nhiệm kỳ từ năm 1991 đến năm 1996 gồm 146 ủy viên chính thức, không có ủy viên dự khuyết.

## Các Hội nghị
| Hội nghị TW lần thứ | Bắt đầu-Kết thúc | Thời gian | Nội dung chính |
| ------------------- | ---------------- | --------- | --- |
| 1                   | 26/6/1991        | 1 ngày    | Bầu Bộ Chính trị gồm có 13 uỷ viên. Đỗ Mười là Tổng Bí thư của Đảng. Nguyễn Văn Linh, Phạm Văn Đồng và Võ Chí Công được giao trách nhiệm làm Cố vấn Ban Chấp hành Trung ương Đảng. |
| 2                   | 25/11-4/12/1991  | 10 ngày   | Hội nghị bàn về vấn đề kinh tế, xác định quan điểm, chủ trương thực hiện Nghị quyết Đại hội VII và việc sửa đổi Hiến pháp 1980. |
| 3                   | 18-29/6/1992     | 12 ngày   | Tổng Bí thư Đỗ Mười đã trình bày trước Hội nghị vấn đề Thời cuộc hiện nay và nhiệm vụ của chúng ta. Hội nghị đã thảo luận ba vấn đề quan trọng: Tình hình thế giới và chính sách đối ngoại; Củng cố quốc phòng, giữ vững an ninh quốc gia; Đổi mới và chỉnh đốn Đảng. |
| 4                   | 4-14/1/1993      | 11 ngày   | Hội nghị thảo luận và ra nghị quyết về một số vấn đề có liên quan trực tiếp đến đời sống vật chất và tinh thần của nhân dân, chuẩn bị hành trang cho nhân dân ta, đặc biệt cho thế hệ trẻ vững bước tiến vào thế kỷ XXI. Đó là các Nghị quyết: Về một số nhiệm vụ văn hoá, văn nghệ những năm trước mắt; Về tiếp tục đổi mới sự nghiệp giáo dục và đào tạo; Về những vấn đề cấp bách của sự nghiệp chăm sóc và bảo vệ sức khoẻ nhân dân; Về chính sách dân số và kế hoạch hoá gia đình; Về công tác thanh niên trong thời kỳ mới. |
| 5                   | 3-10/6/1993      | 8 ngày    | Hội nghị bàn sâu về chính sách đối với nông dân, nông nghiệp và nông thôn để đưa nông nghiệp và nông thôn tiến nhanh và vững chắc hơn. Hội nghị đã thông qua Nghị quyết Tiếp tục đổi mới và phát triển kinh tế - xã hội nông thôn. |
| 6                   | 24/11-1/12/1993  | 8 ngày    | Hội nghị bàn việc chuẩn bị nội dung và nhân sự cho Hội nghị đại biểu toàn quốc giữa nhiệm kỳ của Đảng. Hội nghị đã bầu bổ sung Lê Khả Phiêu, Nguyễn Mạnh Cầm, Đỗ Quang Thắng, Nguyễn Hà Phan vào Bộ Chính trị và cách chức uỷ viên Trung ương của Vũ Ngọc Hải. |
| Giữa nhiệm kỳ       | 20-25/1/1994     | 6 ngày    | Hội nghị có nhiệm vụ kiểm điểm thực hiện Nghị quyết Đại hội VII và tổng kết một bước thực tiễn đổi mới từ Đại hội VI nhằm làm sáng tỏ thêm một số vấn đề trong quá trình xây dựng chủ nghĩa xã hội ở nước ta, xác định những chủ trương và giải pháp lớn để thực hiện thắng lợi Nghị quyết Đại hội VII, đưa sự nghiệp cách mạng của nước ta tiếp tục tiến lên. Hội nghị quyết định bổ sung 20 uỷ viên Trung ương để thay thế cho các đồng chí vì lý do sức khoẻ đã tự nguyện rút lui và các đồng chí bị kỷ luật. Đào Trọng Lịch, Phan Diễn, Sô Lây Tăng, Bùi Quang Huy, Lư Văn Điền, Hồ Đức Việt, Lê Mai, Nguyễn Thế Trị, Đặng Thành Học, Hoàng Thừa, Trương Công Thận, Trần Văn Vụ, Đinh Trung, Nguyễn Phú Trọng, Hà Mạnh Trí, Lê Thanh Đạo, Tô Xuân Toàn, Thái Phụng Nê, Võ Văn Cương, Hoàng Văn Nghiên đã được bầu bổ sung vào Ban Chấp hành Trung ương. |
| 7                   | 25-30/7/1994     | 6 ngày    | Hội nghị bàn định chủ trương, chính sách phát triển công nghiệp, công nghệ và xây dựng giai cấp công nhân, nhằm đẩy tới một bước công nghiệp hoá và hiện đại hoá đất nước. Hội nghị đã nhất trí thông qua nghị quyết: Phát triển công nghiệp, công nghệ đến năm 2000 theo hướng công nghiệp hoá, hiện đại hoá đất nước và xây dựng giai cấp công nhân trong giai đoạn mới. |
| 8                   | 16-23/1/1995     | 8 ngày    | Hội nghị thảo luận và ra Nghị quyết về việc Tiếp tục xây dựng và hoàn thiện Nhà nước Cộng hoà Xã hội chủ nghĩa Việt Nam - cải cách một bước nền hành chính nhà nước. |
| 9                   | 6-14/11/1995     | 9 ngày    | Hội nghị thảo luận và thông qua các dự thảo báo cáo của Ban Chấp hành Trung ương chuẩn bị trình Đại hội VIII của Đảng, bao gồm: Báo cáo Chính trị; Báo cáo phương hướng nhiệm vụ kế hoạch kinh tế - xã hội 5 năm 1996-2000; Báo cáo về bổ sung, sửa đổi Điều lệ Đảng và Điều lệ Đảng sửa đổi. |
| 10                  | 12-20/4/1996     | 9 ngày    | Hội nghị nghiên cứu tiếp thu những ý kiến đóng góp sắp tới của đại hội các đảng bộ trực thuộc Trung ương và của toàn dân để chỉnh lý dự thảo các văn kiện: Báo cáo Chính trị; Báo cáo phương hướng nhiệm vụ kế hoạch kinh tế - xã hội 5 năm 1996-2000; Báo cáo về bổ sung, sửa đổi Điều lệ Đảng và Điều lệ Đảng sửa đổi. Tiếp tục xây dựng phương án giới thiệu nhân sự Ban Chấp hành Trung ương khóa VIII. Triệu tập Đại hội đại biểu toàn quốc lần thứ VIII của Đảng từ ngày 22 đến ngày 30-6-1996 |
| 11                  | 3-9/6/1996       | 7 ngày    | Hội nghị thông qua các văn kiện: Báo cáo chính trị; Báo cáo phương hướng, nhiệm vụ kế hoạch phát triển kinh tế - xã hội 5 năm 1996-2000; Báo cáo bổ sung, sửa đổi Điều lệ Đảng; Điều lệ Đảng (Bổ sung, sửa đổi); Báo cáo kiểm điểm sự lãnh đạo của Ban Chấp hành Trung ương khóa VII; Quy chế tổ chức làm việc, quy chế bầu cử và chương trình của Đại hội VIII. Hoàn chỉnh danh sách giới thiệu nhân sự Ban Chấp hành Trung ương khóa VIII. Triệu tập Đại hội đại biểu toàn quốc lần thứ VIII của Đảng từ ngày 22-6 đến ngày 1-7-1996 |
| 12                  | 19-20/6/1996     | 2 ngày    | Hội nghị hoàn chỉnh Báo cáo của Ban Chấp hành Trung ương về các văn kiện trình Đại hội VIII của Đảng. Thông qua danh sách giới thiệu nhân sự Ban Chấp hành Trung ương khóa VIII; dự kiến danh sách Đoàn Chủ tịch, Đoàn Thư ký, Ban Thẩm tra tư cách đại biểu Đại hội và chương trình Đại hội |

## Cố vấn Ban Chấp hành Trung ương
Cố vấn Ban Chấp hành Trung ương có nhiệm vụ tham gia ý kiến với Ban Chấp hành Trung ương và Bộ Chính trị các vấn đề chiến lược về kinh tế - xã hội, quốc phòng, an ninh, đối ngoại, công tác xây dựng Đảng và công tác vận động nhân dân.
Trong trường hợp cần thiết, Trung ương Đảng và Bộ Chính trị ủy nhiệm các Cố vấn giải quyết một số vấn đề cụ thể.
Các Cố vấn chủ động đề xuất ý kiến về những vấn đề mà các Cố vấn quan tâm.
Các Cố vấn được mời dự Hội nghị Trung ương Đảng và Hội nghị Bộ Chính trị bàn các vấn đề tùy theo nội dung và tính chất hội nghị.
Các Cố vấn được yêu cầu các cấp ủy Đảng, các ban ngành trực tiếp báo cáo và cung cấp thông tin; Văn phòng Trung ương Đảng thường xuyên cung cấp tài liệu cho các Cố vấn như đối với Ủy viên Bộ Chính trị.
Các Cố vấn làm việc chủ yếu dựa vào Văn phòng Trung ương Đảng và các ban của Trung ương Đảng, không tổ chức bộ máy riêng.
Cố vấn Ban Chấp hành Trung ương khóa VII gồm các Ủy viên sau:
| Cố vấn          | Chức vụ trước đây           | Nhiệm kỳ             | Ghi Chú |
| --------------- | --------------------------- | -------------------- | ------- |
| Nguyễn Văn Linh | Tổng Bí thư                 | 27/6/1991 - 1/7/1996 |         |
| Phạm Văn Đồng   | Chủ tịch Hội đồng Bộ trưởng | 27/6/1991 - 1/7/1996 |         |
| Võ Chí Công     | Chủ tịch Hội đồng Nhà nước  | 27/6/1991 - 1/7/1996 |         |

## Ủy viên Bộ Chính trị
| Thứ tự | Tên             | Chức vụ Đảng | Chức vụ Nhà nước                                        | Phân công                                        | Ghi chú                                                                     |
| ------ | --------------- | --- | ------------------------------------------------------- | ------------------------------------------------ | --------------------------------------------------------------------------- |
| 1      | Đỗ Mười         | Ủy viên Bộ Chính trị Tổng Bí thư Bí thư Quân ủy Trung ương                                                                            |                                                         |                                                  | Thường trực Bộ Chính trị và Ban Bí thư                                      |
| 2      | Lê Đức Anh      | Ủy viên Bộ Chính trị Bí thư Trung ương Đảng Ủy viên Thường vụ Đảng ủy Quân sự Trung ương Ủy viên Thường vụ Đảng ủy Công an Trung ương | Chủ tịch nước                                           | Phụ trách Quốc phòng, An ninh và Đối ngoại       | Thường trực Bộ Chính trị và Ban Bí thư                                      |
| 3      | Võ Văn Kiệt     | Ủy viên Bộ Chính trị Ủy viên Thường vụ Đảng ủy Quân sự Trung ương Ủy viên Thường vụ Đảng ủy Công an Trung ương                        | Thủ tướng Chính phủ                                     |                                                  |                                                                             |
| 4      | Đào Duy Tùng    | Ủy viên Bộ Chính trị Thường trực Ban Bí thư                                                                                           |                                                         |                                                  | Thường trực Bộ Chính trị và Ban Bí thư                                      |
| 5      | Đoàn Khuê       | Ủy viên Bộ Chính trị Phó Bí thư Quân ủy Trung ương                                                                                    | Bộ trưởng Bộ Quốc phòng                                 |                                                  |                                                                             |
| 6      | Vũ Oanh         | Ủy viên Bộ Chính trị Trưởng ban Dân vận Trung ương                                                                                    |                                                         | Phụ trách Dân vận và Mặt trận                    |                                                                             |
| 7      | Lê Phước Thọ    | Ủy viên Bộ Chính trị Bí thư Trung ương Đảng Trưởng ban Tổ chức Trung ương                                                             |                                                         | Phụ trách Tổ chức                                |                                                                             |
| 8      | Phan Văn Khải   | Ủy viên Bộ Chính trị |                                                         | Phó Thủ tướng thường trực                        |                                                                             |
| 9      | Bùi Thiện Ngộ   | Ủy viên Bộ Chính trị | Bộ trưởng Bộ Nội vụ (từ năm 1994 đổi tên là Bộ Công an) |                                                  |                                                                             |
| 10     | Nông Đức Mạnh   | Ủy viên Bộ Chính trị Trưởng ban Dân tộc trung ương                                                                                    | Chủ tịch Quốc hội (từ năm 1992)                         | Phụ trách vấn đề Dân tộc                         |                                                                             |
| 11     | Phạm Thế Duyệt  | Ủy viên Bộ Chính trị Bí thư Thành ủy Thành phố Hà Nội                                                                                 |                                                         |                                                  |                                                                             |
| 12     | Nguyễn Đức Bình | Ủy viên Bộ Chính trị | Giám đốc Học viện Chính trị quốc gia Hồ Chí Minh        | Phụ trách công tác Tư tưởng-Văn hóa và Khoa giáo |                                                                             |
| 13     | Võ Trần Chí     | Ủy viên Bộ Chính trị Bí thư Thành ủy Thành phố Hồ Chí Minh                                                                            |                                                         |                                                  |                                                                             |
| 14     | Lê Khả Phiêu    | Ủy viên Bộ Chính trị Bí thư Trung ương Đảng                                                                                           | Chủ nhiệm Tổng cục Chính trị                            |                                                  | Bầu bổ sung từ Hội nghị Trung ương 6, 11-12/1993                            |
| 15     | Nguyễn Mạnh Cầm | Ủy viên Bộ Chính trị | Bộ trưởng Bộ Ngoại giao                                 |                                                  | Bầu bổ sung từ Hội nghị Trung ương 6, 11-12/1993                            |
| 16     | Nguyễn Hà Phan  | Ủy viên Bộ Chính trị Bí thư Trung ương Đảng Trưởng ban Kinh tế Trung ương                                                             | Phó Chủ tịch Quốc hội                                   |                                                  | Bầu bổ sung từ Hội nghị Trung ương 6, 11-12/1993. Bị tước Đảng tịch 4/1996. |
| 17     | Đỗ Quang Thắng  | Ủy viên Bộ Chính trị Bí thư Trung ương Đảng Chủ nhiệm Ủy ban Kiểm tra Trung ương                                                      |                                                         |                                                  | Bầu bổ sung từ Hội nghị Trung ương 6, 11-12/1993                            |

## Ủy viên Ban Chấp hành Trung ương
Ủy viên Bộ Chính trị
      Ủy viên Ban Bí thư
      Ủy viên Trung ương Đảng
      Ủy viên Dự khuyết Trung ương Đảng
| STT | Họ tên               | Chức vụ khi được bầu                                      | Chức vụ khi được bầu                                                            | Chức vụ đảm nhiệm | Chức vụ đảm nhiệm | Chức vụ đảm nhiệm | Ghi chú                                               |
| STT | Họ tên               | Chức vụ khi được bầu                                      | Chức vụ khi được bầu                                                            | Chức vụ           | Chức vụ | Nhiệm kỳ          | Ghi chú                                               |
| --- | -------------------- | --------------------------------------------------------- | ------------------------------------------------------------------------------- | ----------------- | --- | ----------------- | ----------------------------------------------------- |
| 1   | Nguyễn Văn An        |                                                           | Phó trưởng ban tổ chức trung ương                                               |                   | Phó Trưởng ban Tổ chức Trung ương | 6/1991-7/1996     |                                                       |
| 2   | Lê Đức Anh           |                                                           | Bộ trưởng Bộ Quốc phòng                                                         |                   | Chủ tịch nước | 9/1992-7/1996     |                                                       |
| 2   | Lê Đức Anh           |                                                           | Bộ trưởng Bộ Quốc phòng                                                         |                   | Chủ tịch nước | 9/1992-7/1996     |                                                       |
| 3   | Đỗ Văn Ân            |                                                           | Bí thư Tỉnh ủy Sơn La                                                           |                   | Bí thư Tỉnh ủy Sơn La | 6/1991-7/1996     |                                                       |
| 4   | Nguyễn Bá            |                                                           | Bí thư Tỉnh ủy Nghệ Tĩnh                                                        |                   | Bí thư Tỉnh ủy Nghệ An | 8/1991-7/1996     |                                                       |
| 5   | Nguyễn Đức Bình      |                                                           | Giám đốc Học viện Nguyễn Ái Quốc                                                |                   | Giám đốc Học viện Chính trị quốc gia Hồ Chí Minh | 6/1991-7/1996     |                                                       |
| 6   | Lê Đức Bình          |                                                           | Bí thư Tỉnh ủy Hải Hưng                                                         |                   | Trưởng ban Nội chính Trung ương | 12/1991-7/1991    |                                                       |
| 7   | Nguyễn Thới Bưng     |                                                           | Phó Tổng Tham mưu Quân đội nhân dân Việt Nam                                    |                   | Thứ trưởng Bộ Quốc phòng | 1/1992-7/1996     |                                                       |
| 8   | Nguyễn Mạnh Cầm      |                                                           | Đại sứ đặc mệnh toàn quyền tại Liên Xô                                          |                   | Bộ trưởng Bộ Ngoại giao | 8/1991-7/1996     | Ủy viên Bộ chính trị từ 1/1994                        |
| 9   | Nguyễn Kỳ Cẩm        |                                                           | Tổng thanh tra Nhà nước                                                         |                   | Bộ trưởng, Thường trực Ban chỉ đạo công tác chống tham nhũng, chống buôn lậu | 11/1995-7/1996    |                                                       |
| 10  | Huỳnh Văn Cần        |                                                           | Bí thư Tỉnh ủy Đắk Lắk                                                          |                   | Phái viên của Đảng Cộng sản Việt Nam và Chính phủ tại miền Trung và Tây Nguyên | 4/1994-7/1996     |                                                       |
| 11  | Nguyễn Văn Chi       |                                                           | Bí thư Tỉnh ủy Quảng Nam - Đà Nẵng                                              |                   | Phái viên của Đảng và Chính phủ tại miền Trung và Tây Nguyên | 4/1994-4/1995     |                                                       |
| 11  | Nguyễn Văn Chi       | Phó trưởng Ban Bảo vệ chính trị nội bộ Trung ương         | Bí thư Tỉnh ủy Quảng Nam - Đà Nẵng                                              | 4/1995-7/1996     | |                   |                                                       |
| 12  | Võ Trần Chí          |                                                           | Bí thư Thành ủy Thành phố Hồ Chí Minh                                           |                   | Bí thư Thành ủy Thành phố Hồ Chí Minh | 6/1991-7/1997     |                                                       |
| 13  | Nguyễn Văn Chiểu     |                                                           | Bí thư Tỉnh ủy Long An                                                          |                   | Phái viên của Đảng và Chính phủ tại miền Nam | 8/1993-7/1996     |                                                       |
| 14  | Nguyễn Văn Chính     |                                                           | Phó Trưởng ban thứ nhất Ban Tổ chức Trung ương                                  |                   | Chủ tịch Hội Nông dân Việt Nam | 3/1992-7/1996     |                                                       |
| 15  | Đỗ Chính             |                                                           | Trưởng ban kinh tế Trung ương                                                   |                   | Phó trưởng ban thứ nhất Ban Kinh tế Trung ương kiêm Bí thư Đảng ủy khối cơ quan kinh tế Trung ương | 8/1991-1/1994     | Xin rút khỏi Trung ương Đảng                          |
| 16  | Nguyễn Chơn          |                                                           | Phó Tổng Tham mưu Quân đội nhân dân Việt Nam                                    |                   | Thứ trưởng Bộ Quốc phòng | 1/1992-5/1994     |                                                       |
| 17  | Đặng Vũ Chư          |                                                           | Bộ trưởng Bộ Công nghiệp nhẹ                                                    |                   | Bộ trưởng Bộ Công nghiệp | 10/1995-7/1996    |                                                       |
| 18  | Nguyễn Nhiêu Cốc     |                                                           | Chủ tịch Ủy ban Nhân dân tỉnh Hà Sơn Bình                                       |                   | Bí thư tỉnh ủy Hòa Bình | 10/1991-4/1996    |                                                       |
| 19  | Trần Quang Cơ        |                                                           | Thứ trưởng Bộ Ngoại giao                                                        |                   | Thứ trưởng Bộ Ngoại giao | 6/1991-1/1994     | Xin rút khỏi Trung ương Đảng                          |
| 20  | Vũ Đình Cự           |                                                           | Phó viện trưởng viện Khoa học Việt Nam                                          |                   | Ủy viên Ủy ban Thường vụ Quốc hội; Chủ nhiệm Ủy ban Khoa học- Công nghệ- Môi trường của Quốc hội | 7/1992-7/1996     |                                                       |
| 21  | Huỳnh Cương          |                                                           | Phó Chủ tịch Quốc hội                                                           |                   | Trưởng Phân ban Dân tộc trung ương Nam bộ, Phó chủ tịch Hội đồng Dân tộc Quốc hội; Ủy viên Ban cán sự Đảng Ban Dân tộc và Miền núi, Phó Trưởng Ban Dân tộc Trung ương; Trưởng cơ quan đại diện Ủy ban Dân tộc và Miền núi, đặc trách công tác Khmer Nam bộ | 7/1992-7/1996     |                                                       |
| 22  | Nguyễn Cảnh Dinh     |                                                           | Bộ trưởng Bộ Thủy lợi                                                           |                   | Bộ trưởng, Chủ tịch Ủy ban Sông Mê công Việt Nam | 10/1995-7/1996    |                                                       |
| 23  | Nguyễn Tấn Dũng      |                                                           | Phó Bí thư tỉnh ủy, Chủ tịch Ủy ban nhân dân tỉnh Kiên Giang                    |                   | Thứ trưởng Bộ Nội vụ | 1/1995-7/1996     |                                                       |
| 24  | Phạm Thế Duyệt       |                                                           | Bí thư Thành ủy Hà Nội                                                          |                   | Bí thư Thành ủy Hà Nội | 6/1991-7/1996     |                                                       |
| 25  | Hà Quang Dự          |                                                           | Bí thư thứ nhất Trung ương Đoàn Thanh niên Cộng sản Hồ Chí Minh                 |                   | Bộ trưởng, Chủ nhiệm Ủy ban Thể dục Thể thao | 7/1992-7/1996     |                                                       |
| 26  | Đỗ Bình Dương        |                                                           | Phó Bí thư tỉnh ủy, Chủ tịch Ủy ban Nhân dân tỉnh Hà Bắc                        |                   | Bí thư Tỉnh ủy Hà Bắc | 11/1991-7/1996    |                                                       |
| 27  | Lê Văn Dỹ            |                                                           | Thứ trưởng thứ nhất Bộ Công nghiệp nặng                                         |                   | Bí thư Tỉnh ủy Chủ tịch Hội đồng Nhân dân tỉnh Bà Rịa - Vũng Tàu | 5/1996-7/1996     |                                                       |
| 28  | Trần Văn Đăng        |                                                           | Bí thư Tỉnh ủy Vĩnh Phú                                                         |                   | Tổng Thư ký Ủy ban Trung ương Mặt trận Tổ quốc Việt Nam | 8/1994-7/1996     |                                                       |
| 29  | Hà Đăng              |                                                           | Tổng biên tập báo Nhân dân                                                      |                   | Trưởng Ban Tư tưởng – Văn hóa Trung ương | 5/1992-7/1996     |                                                       |
| 30  | Nguyễn Đệ            |                                                           | Tư lệnh Quân khu IX                                                             |                   | Tư lệnh Quân khu IX | 6/1991-7/1996     |                                                       |
| 31  | Trương Quang Được    |                                                           | Tổng cục trưởng Tổng cục Hải quan                                               |                   | Phó Bí thư Tỉnh ủy, Chủ tịch Ủy ban Nhân dân tỉnh Quảng Nam Đà Nẵng | 5/1994-7/1996     |                                                       |
| 32  | Trần Thị Đường       |                                                           | Phó Tổng Giám đốc Liên hiệp dệt kiêm Giám đốc Nhà máy dệt Phong Phú             |                   | Phó Tổng Giám đốc Liên hiệp dệt kiêm Giám đốc Nhà máy dệt Phong Phú | 6/1991-7/1996     |                                                       |
| 33  | Nguyễn Bình Giang    |                                                           | Bí thư Tỉnh ủy Quảng Ninh                                                       |                   | Bí thư Tỉnh ủy Quảng Ninh | 6/1991-7/1996     |                                                       |
| 34  | Hồng Hà              |                                                           | Chánh Văn phòng Trung ương Đảng                                                 |                   | Trưởng ban Đối ngoại Trung ương | 6/1991-6/1996     |                                                       |
| 35  | Phạm Minh Hạc        |                                                           | Thứ trưởng thứ nhất Bộ Giáo dục và Đào tạo                                      |                   | Phó trưởng ban thứ nhất Ban Khoa giáo trung ương | 5/1996-7/1996     |                                                       |
| 36  | Nguyễn Ngô Hai       |                                                           | Bí thư Tỉnh ủy Bắc Thái                                                         |                   | Bí thư Tỉnh ủy Bắc Thái | 6/1991-7/1996     |                                                       |
| 37  | Vũ Ngọc Hải          |                                                           | Bộ trưởng Bộ Năng lượng                                                         |                   | Bộ trưởng, đặc phái viên Thủ tướng | 9/1992-1/1994     | Miễn nhiệm do sai phạm 1/1994                         |
| 38  | Nguyễn Thị Hằng      |                                                           | Thứ trưởng Bộ Lao động, Thương binh và Xã hội Việt Nam                          |                   | Thứ trưởng Bộ Lao động, Thương binh và Xã hội Việt Nam | 6/1991-7/1996     |                                                       |
| 39  | Cù Thị Hậu           |                                                           | Phó Chủ tịch Tổng Liên đoàn Lao động Việt Nam                                   |                   | Phó Chủ tịch Tổng Liên đoàn Lao động Việt Nam | 6/1991-7/1996     |                                                       |
| 40  | Nguyễn Văn Hiệu      |                                                           | Viện Khoa học và công nghệ Việt Nam                                             |                   | Viện trưởng Viện Khoa học Vật liệu | 5/1993-7/1996     |                                                       |
| 41  | Trương Mỹ Hoa        |                                                           | Phó Chủ tịch Hội Liên hiệp Phụ nữ Việt Nam                                      |                   | Chủ tịch Hội Liên hiệp Phụ nữ Việt Nam | 12/1991-7/1996    |                                                       |
| 42  | Trần Đình Hoan       |                                                           | Bộ trưởng Bộ Lao động, Thương binh và Xã hội Việt Nam                           |                   | Bộ trưởng Bộ Lao động, Thương binh và Xã hội Việt Nam | 6/1991-7/1996     |                                                       |
| 43  | Nguyễn Đức Hoan      |                                                           | Bí thư Tỉnh ủy Chủ tịch Hội đồng Nhân dân tỉnh Quảng Trị                        |                   | Bí thư Tỉnh ủy Chủ tịch Hội đồng Nhân dân tỉnh Quảng Trị | 6/1991-7/1996     |                                                       |
| 44  | Trần Hoàn            |                                                           | Bộ trưởng Bộ Văn hoá - Thông tin                                                |                   | Bộ trưởng Bộ Văn hoá - Thông tin | 6/1991-7/1997     |                                                       |
| 45  | Vũ Tuyên Hoàng       |                                                           | Thứ trưởng Bộ Nông nghiệp và Công nghiệp thực phẩm                              |                   | Thứ trưởng Bộ Nông nghiệp và Công nghiệp thực phẩm | 6/1991-5/1993     |                                                       |
| 46  | Nguyễn Thị Kim Hồng  |                                                           | Bí thư Huyện ủy Châu Thành An Giang                                             |                   | Thứ trưởng Bộ Thương mại | 8/1992-7/1996     |                                                       |
| 47  | Nguyễn Văn Hơn       |                                                           | Bí thư Tỉnh ủy An Giang                                                         |                   | Trưởng phái viên Trung ương Đảng và Chính phủ ở các tỉnh Nam Bộ | 12/1993-7/1996    |                                                       |
| 48  | Vũ Quốc Hùng         |                                                           | Ủy viên Ủy ban kiểm tra Trung ương Đảng                                         |                   | Ủy viên Ủy ban kiểm tra Trung ương Đảng | 6/1991-7/1996     |                                                       |
| 49  | Phạm Hưng            |                                                           | Chánh án Tòa án nhân dân tối cao Việt Nam                                       |                   | Chánh án Tòa án nhân dân tối cao Việt Nam | 6/1991-7/1996     |                                                       |
| 50  | Nguyễn Đình Hương    |                                                           | Phó Trưởng ban Tổ chức Trung ương                                               |                   | Phó chủ nhiệm Uỷ ban Văn hoá, Giáo dục, Thanh niên, Thiếu niên và Nhi đồng của Quốc hội | 7/1992-7/1996     |                                                       |
| 51  | Lê Minh Hương        |                                                           | Thứ trưởng Bộ Nội vụ                                                            |                   | Bộ trưởng Bộ Nội vụ | 10/1992-7/1997    |                                                       |
| 52  | Đặng Hữu             |                                                           | Chủ nhiệm Ủy ban Khoa học Nhà nước                                              |                   | Bộ trưởng Bộ Khoa Học và Công nghệ Việt Nam | 10/1992-7/1996    |                                                       |
| 53  | Phạm Văn Hy          |                                                           | Bí thư Tỉnh ủy Đồng Nai                                                         |                   | Phó Chủ nhiệm Uỷ ban Kinh tế và Ngân sách Quốc hội | 7/1992-7/1996     |                                                       |
| 54  | Phan Văn Khải        |                                                           | Chủ nhiệm Uỷ ban Kế hoạch Nhà nước                                              |                   | Phó Thủ tướng Thường trực Chính phủ | 8/1991-7/1996     |                                                       |
| 55  | Nguyễn Khánh         |                                                           | Phó Chủ tịch Hội đồng Bộ trưởng                                                 |                   | Phó Thủ tướng Chính phủ | 6/1991-7/1996     |                                                       |
| 56  | Nguyễn Nam Khánh     |                                                           | Phó Chủ nhiệm Tổng cục Chính trị Quân đội Nhân dân Việt Nam                     |                   | Phó Chủ nhiệm Tổng cục Chính trị Quân đội Nhân dân Việt Nam | 6/1991-7/1996     |                                                       |
| 57  | Hà Thị Khiết         |                                                           | Chủ tịch Hội đồng Nhân dân tỉnh Hà Tuyên                                        |                   | Bí thư Tỉnh ủy Chủ tịch Hội đồng Nhân dân tỉnh Tuyên Quang | 9/1991-7/1996     |                                                       |
| 58  | Vũ Khoan             |                                                           | Thứ trưởng Bộ Ngoại giao                                                        |                   | Thứ trưởng Bộ Ngoại giao | 6/1991-7/1996     |                                                       |
| 59  | Đoàn Khuê            |                                                           | Đại tướng, Thứ trưởng Bộ Quốc phòng kiêm Tổng Tham mưu trưởng Quân đội Nhân dân |                   | Đại tướng, Bộ trưởng Bộ Quốc phòng | 10/1992-7/1996    |                                                       |
| 60  | Cao Sĩ Kiêm          |                                                           | Thống đốc Ngân hàng Nhà nước                                                    |                   | Thống đốc Ngân hành Nhà nước | 6/1991-7/1996     |                                                       |
| 61  | Lê Văn Kiến          |                                                           | Phó Chủ nhiệm Ủy ban Kiểm tra trung ương                                        |                   | Phó Chủ nhiệm Ủy ban Kiểm tra trung ương | 6/1991-7/1996     |                                                       |
| 62  | Võ Văn Kiệt          |                                                           | Phó Chủ tịch thứ nhất Hội đồng Bộ trưởng                                        |                   | Thủ tướng Chính phủ | 9/1992-7/1996     |                                                       |
| 63  | Đặng Xuân Kỳ         |                                                           | Viện trưởng Viện Mác Lenin                                                      |                   | Viện trưởng Viện Mác Lenin | 6/1991-7/1996     |                                                       |
| 64  | Nguyễn Xuân Kỷ       |                                                           | Bí thư Tỉnh ủy Bến Tre                                                          |                   | Bí thư Tỉnh ủy Bến Tre | 6/1991-7/1996     |                                                       |
| 65  | Mai Thúc Lân         |                                                           | Phó Chủ nhiệm Ủy ban Kinh tế Ngân sách                                          |                   | Ủy viên Thường vụ Quốc hội, Chủ nhiệm Ủy ban Kinh tế Ngân sách | 7/1992-3/1994     |                                                       |
| 65  | Mai Thúc Lân         | Bí thư Tỉnh ủy Quảng Nam-Đà Nẵng                          | Phó Chủ nhiệm Ủy ban Kinh tế Ngân sách                                          | 3/1994-7/1996     | |                   |                                                       |
| 66  | Trịnh Văn Lâu        |                                                           | Bí thư Tỉnh ủy Cửu Long                                                         |                   | Bí thư Tỉnh ủy Vĩnh Long | 12/1991-3/1994    |                                                       |
| 66  | Trịnh Văn Lâu        | Phó Chủ nhiệm Thường trực Ủy Ban kiểm tra Trung ương Đảng | Bí thư Tỉnh ủy Cửu Long                                                         | 3/1994-7/1996     | |                   |                                                       |
| 67  | Phạm Tâm Long        |                                                           | Thứ trưởng Bộ Nội vụ                                                            |                   | Thứ trưởng Bộ Nội vụ | 6/1991-7/1996     |                                                       |
| 68  | Ngô Xuân Lộc         |                                                           | Bộ trưởng Bộ Xây dựng                                                           |                   | Bộ trưởng Bộ Xây dựng | 6/1991-7/1996     |                                                       |
| 69  | Nguyễn Duy Luân      |                                                           | Bí thư Tỉnh ủy Phú Yên                                                          |                   | Bí thư Tỉnh ủy Phú Yên | 6/1991-7/1996     |                                                       |
| 70  | Trần Lum             |                                                           | Bộ trưởng Bộ Công nghiệp nặng                                                   |                   | Chủ tịch Tổng công ty Thép Việt Nam | 10/1995-7/1996    |                                                       |
| 71  | Đào Đình Luyện       |                                                           | Thứ trưởng Bộ Quốc phòng                                                        |                   | Thứ trưởng Bộ Quốc phòng | 6/1991-7/1996     |                                                       |
| 72  | Trần Đức Lương       |                                                           | Phó Chủ tịch Hội đồng Bộ trưởng                                                 |                   | Phó Thủ tướng Chính phủ | 9/1992-7/1996     |                                                       |
| 73  | Bùi Danh Lưu         |                                                           | Bộ Giao thông vận tải và Bưu điện                                               |                   | Bộ Giao thông vận tải | 10/1992-7/1996    |                                                       |
| 74  | Nông Đức Mạnh        |                                                           | Trưởng Ban Dân tộc Trung ương Phó chủ tịch Hội đồng Dân tộc của Quốc hội        |                   | Chủ tịch Quốc hội | 7/1992-7/1996     |                                                       |
| 75  | Vũ Mão               |                                                           | Chủ nhiệm Văn phòng Quốc hội và Hội đồng Nhà nước                               |                   | Ủy viên Ủy ban thường vụ Quốc hội, Chủ nhiệm Văn phòng Quốc hội | 7/1992-7/1996     |                                                       |
| 76  | Nguyễn Thị Minh      |                                                           | Phó Bí thư Tỉnh ủy, Chủ tịch Ủy ban Nhân dân tỉnh Tây Ninh                      |                   | Phó Bí thư Tỉnh ủy, Chủ tịch Ủy ban Nhân dân tỉnh Tây Ninh | 6/1991-7/1996     |                                                       |
| 77  | Đỗ Mười              |                                                           | Chủ tịch Hội đồng Bộ trưởng                                                     |                   | Tổng Bí thư | 6/1991-7/1996     |                                                       |
| 77  | Đỗ Mười              | Chủ tịch Hội đồng Bộ trưởng                               | Chủ tịch Hội đồng Bộ trưởng                                                     | 6/1991-8/1991     | |                   |                                                       |
| 78  | Nguyễn Thị Xuân Mỹ   |                                                           | Ủy viên Uỷ ban Kiểm tra Trungương                                               |                   | Phó Chủ nhiệm Thường trực Uỷ ban Kiểm tra Trung ương | 6/1991-7/1996     |                                                       |
| 79  | Phạm Thanh Ngân      |                                                           | Tư lệnh Quân chủng Không quân                                                   |                   | Tư lệnh Quân chủng Không quân | 6/1991-7/1996     |                                                       |
| 80  | Hoàng Đức Nghi       |                                                           | Bộ trưởng - Chủ nhiệm Văn phòng miền núi và Dân tộc                             |                   | Bộ trưởng - Chủ nhiệm Ủy ban Dân tộc | 9/1992-7/1996     |                                                       |
| 81  | Lê Huy Ngọ           |                                                           | Bí thư Tỉnh ủy Thanh Hóa                                                        |                   | Phó Trưởng Ban Tổ chức Trung ương | 9/1991-7/1996     |                                                       |
| 82  | Bùi Thiện Ngộ        |                                                           | Thứ trưởng Bộ Nội vụ                                                            |                   | Bộ trưởng Bộ Nội vụ | 8/1991-7/1996     |                                                       |
| 83  | Đàm Văn Ngụy         |                                                           | Tư lệnh Quân khu I                                                              |                   | Tư lệnh Quân khu I | 6/1991-7/1996     |                                                       |
| 84  | Lê Thanh Nhàn        |                                                           | Bí thư Tỉnh ủy Hậu Giang                                                        |                   | Bí thư Tỉnh ủy Hậu Giang | 6/1991-7/1996     |                                                       |
| 85  | Nguyễn Trọng Nhân    |                                                           | Chủ tịch Hội chữ Thập đỏ Việt Nam                                               |                   | Chủ tịch Hội chữ Thập đỏ Việt Nam | 6/1991-7/1996     |                                                       |
| 86  | Võ Hồng Nhân         |                                                           | Phó Bí thư thường trực tỉnh ủy Đồng Tháp                                        |                   | Bí thư Tỉnh ủy Đồng Tháp | 9/1991-7/1996     |                                                       |
| 87  | Thái Bá Nhiệm        |                                                           | Bí thư Tỉnh ủy Quảng Bình                                                       |                   | Trưởng ban Dân vận Tỉnh ủy Quảng Bình | 7/1991-7/1996     |                                                       |
| 88  | Huỳnh Văn Niềm       |                                                           | Bí thư Tỉnh ủy Tiền Giang                                                       |                   | Phó Ban Tổ chức Trung ương Đảng | 5/1993-7/1996     |                                                       |
| 89  | Nguyễn Niệm          |                                                           | Bí thư tỉnh ủy Lai Châu                                                         |                   | Phái viên Ban Bí thư, Phó ban Tổ chức Trung ương | 12/1994-7/1996    |                                                       |
| 90  | Nguyễn Dy Niên       |                                                           | Thứ trưởng Bộ Ngoại giao                                                        |                   | Thứ trưởng Bộ Ngoại giao | 6/1991-7/1996     |                                                       |
| 91  | Nguyễn Thái Ninh     |                                                           | Phó Trưởng ban Tư tưởng Văn hóa Trung ương                                      |                   | Trưởng ban Tư tưởng Văn hóa hóa Trung ương | 7/1991-1992       | mất khi đang tại nhiệm                                |
| 92  | Vũ Oanh              |                                                           | Phụ trách dân vận trung ương Đảng                                               |                   | Phụ trách dân vận trung ương Đảng | 6/1991-7/1996     |                                                       |
| 93  | Tráng A Pao          |                                                           | Chủ tịch Hội đồng Nhân dân tỉnh Hoàng Liến Sơn                                  |                   | Bí thư Tỉnh ủy Lào Cai | 8/1992-7/1996     |                                                       |
| 94  | Nguyễn Hà Phan       |                                                           | Chủ tịch Ủy ban nhân dân tỉnh Hậu Giang                                         |                   | Trưởng ban Kinh tế Trung ương, Phó Chủ tịch Quốc hội | 1992-6/1996       | Ủy viên Bộ Chính trị từ 1/1994, tước đảng tịch 6/1996 |
| 94  | Nguyễn Hà Phan       |                                                           | Chủ tịch Ủy ban nhân dân tỉnh Hậu Giang                                         |                   | Trưởng ban Kinh tế Trung ương, Phó Chủ tịch Quốc hội | 1992-6/1996       | Ủy viên Bộ Chính trị từ 1/1994, tước đảng tịch 6/1996 |
| 95  | Lê Khả Phiêu         |                                                           | Phó Chủ nhiệm Tổng cục Chính trị                                                |                   | Chủ nhiệm Tổng cục Chính trị | 8/1991-7/1996     | Ủy viên Bộ Chính trị từ 1/1994                        |
| 95  | Lê Khả Phiêu         |                                                           | Phó Chủ nhiệm Tổng cục Chính trị                                                |                   | Chủ nhiệm Tổng cục Chính trị | 8/1991-7/1996     | Ủy viên Bộ Chính trị từ 1/1994                        |
| 96  | Nguyễn Minh Triết    |                                                           | Phó Bí thư Tỉnh ủy Sông Bé                                                      |                   | Bí thư Tỉnh ủy Sông Bé | 12/1991-7/1996    |                                                       |
| 97  | Đỗ Phượng            |                                                           | Tổng Giám đốc Thông tấn xã Việt Nam                                             |                   | Tổng Giám đốc Thông tấn xã Việt Nam | 6/1991-7/1996     |                                                       |
| 98  | Ama Pui              |                                                           | Phó Bí thư, Chủ tịch Ủy ban Nhân dân tỉnh Đắk Lắk                               |                   | Bí thư tỉnh ủy Đắk Lắk | 4/1994-7/1996     |                                                       |
| 99  | Lò Văn Puốn          |                                                           | Bí thư Huyện ủy Điện Biên                                                       |                   | Bí thư Tỉnh ủy Chủ tịch Hội đồng Nhân dân tỉnh Lai Châu | 12/1994-7/1997    |                                                       |
| 100 | Trần Hồng Quân       |                                                           | Bộ trưởng Bộ Giáo dục Đào tạo                                                   |                   | Bộ trưởng Bộ Giáo dục Đào tạo | 6/1991-7/1996     |                                                       |
| 101 | Nguyễn Duy Quý       |                                                           | Bí thư Đảng ủy khối, Phó Trưởng ban Khoa giáo Trung ương                        |                   | Giám đốc Trung tâm Khoa học xã hội và Nhân văn Quốc gia | 2/1992-7/1996     |                                                       |
| 102 | Chu Văn Rỵ           |                                                           | Bí thư Tỉnh ủy Thái Bình                                                        |                   | Phó Trưởng ban Tổ chức Trung ương | 4/1996-7/1996     |                                                       |
| 103 | Đỗ Quốc Sam          |                                                           | Phó Chủ nhiệm thứ nhất Ủy ban Kế hoạch Nhà nước                                 |                   | Chủ nhiệm Ủy ban Kế hoạch Nhà nước | 9/1992-10/1995    |                                                       |
| 103 | Đỗ Quốc Sam          | Bộ trưởng Bộ Kế hoạch và đầu tư                           | Phó Chủ nhiệm thứ nhất Ủy ban Kế hoạch Nhà nước                                 | 10/1995-7/1996    | |                   |                                                       |
| 104 | Trương Tấn Sang      |                                                           | Giám đốc Sở Nông nghiệp Thành phố Hồ Chí Minh                                   |                   | Chủ tịch Ủy ban Nhân dân Thành phố Hồ Chí Minh | 3/1992-7/1996     |                                                       |
| 104 | Trương Tấn Sang      | Bí thư Thành ủy Thành phố Hồ Chí Minh                     | Giám đốc Sở Nông nghiệp Thành phố Hồ Chí Minh                                   | 6/1996-7/1996     | |                   |                                                       |
| 105 | Phạm Song            |                                                           | Bộ trưởng Bộ Y tế                                                               |                   | Ban chỉ đạo Chương trình Nước sạch Quốc gia, Chủ tịch Hội Dân số Kế hoạch hoá Gia đình Việt Nam | 9/1992-7/1996     |                                                       |
| 106 | Nguyễn Đình Sở       |                                                           | Bí thư Tỉnh ủy Hà Sơn Bình                                                      |                   | Bí thư Tỉnh ủy Hà Tây | 1/1992-4/1996     |                                                       |
| 107 | Bùi Xuân Sơn         |                                                           | Bí thư Tỉnh ủy Hà Nam Ninh                                                      |                   | Bí thư Tỉnh ủy Nam Hà | 1/1992-7/1996     |                                                       |
| 108 | Nguyễn Văn Sỹ        |                                                           | Bí thư Tỉnh ủy Gia Lai - Kom Tum                                                |                   | Bí thư Tỉnh ủy Gia Lai | 1/1992-4/1996     |                                                       |
| 109 | Nguyễn Công Tạn      |                                                           | Bộ trưởng Bộ Nông nghiệp và Công nghiệp thực phẩm                               |                   | Bộ trưởng Bộ Nông nghiệp và Phát triển Nông thôn | 9/1992-7/1996     |                                                       |
| 110 | Hoàng Tanh           |                                                           | Chủ tịch Ủy ban Nhân dân tỉnh Lạng Sơn                                          |                   | Bí thư Tỉnh ủy Lạng Sơn | 4/1994-7/1996     |                                                       |
| 111 | Phan Minh Tánh       |                                                           | Trưởng Ban Dân vận Trung ương                                                   |                   | Trưởng Ban Dân vận Trung ương | 6/1991-7/1996     |                                                       |
| 112 | Nguyễn Thị Tâm       |                                                           | Bí thư Quận ủy Ba Đình                                                          |                   | Phó Chủ tịch Ủy ban Nhân dân thành phố Hà Nội | 4/1993-7/1996     |                                                       |
| 113 | Trần Trọng Tân       |                                                           | Trưởng Ban Tư tưởng-Văn hóa Trung ương                                          |                   | Phó Bí thư Thành ủy Thành phố Hồ Chí Minh | 9/1991-7/1996     |                                                       |
| 114 | Nông Hồng Thái       |                                                           | Bí thư Tỉnh ủy Chủ tịch Hội đồng Nhân dân tỉnh Cao Bằng                         |                   | Bí thư Tỉnh ủy Chủ tịch Hội đồng Nhân dân tỉnh Cao Bằng | 6/1991-7/1996     |                                                       |
| 115 | Trần Thị Thanh Thanh |                                                           | Phó Chủ tịch Hội Liên hiệp phụ nữ Việt Nam                                      |                   | Bộ trưởng, Chủ nhiệm Ủy ban Bảo vệ và chăm sóc trẻ em | 10/1992-7/1996    |                                                       |
| 116 | Tạ Hữu Thanh         |                                                           | Chủ tịch Ủy ban Nhân dân tỉnh Hoàng Liên Sơn                                    |                   | Bí thư Tỉnh ủy Yên Bái | 8/1991-3/1994     |                                                       |
| 116 | Tạ Hữu Thanh         | Phó Trưởng ban Kinh tế Trung ương                         | Chủ tịch Ủy ban Nhân dân tỉnh Hoàng Liên Sơn                                    | 3/1994-10/1995    | |                   |                                                       |
| 116 | Tạ Hữu Thanh         | Tổng Thanh tra Nhà nước                                   | Chủ tịch Ủy ban Nhân dân tỉnh Hoàng Liên Sơn                                    | 10/1995-7/1996    | |                   |                                                       |
| 117 | Đỗ Quang Thắng       |                                                           | Bí thư Tỉnh ủy Quảng Ngãi                                                       |                   | Chủ nhiệm Ủy ban Kiểm tra Trung ương | 7/1996-7/1997     | Ủy viên Bộ Chính trị từ 1/1994                        |
| 117 | Đỗ Quang Thắng       |                                                           | Bí thư Tỉnh ủy Quảng Ngãi                                                       |                   | Chủ nhiệm Ủy ban Kiểm tra Trung ương | 7/1996-7/1997     | Ủy viên Bộ Chính trị từ 1/1994                        |
| 118 | Vũ Thắng             |                                                           | Bí thư Tỉnh ủy Thừa Thiên Huế                                                   |                   | Bí thư Tỉnh ủy Thừa Thiên Huế | 9/1991-7/1996     |                                                       |
| 119 | Nguyễn Thị Thân      |                                                           | Phó Chủ tịch, Tổng thư ký Hội Liên hiệp phụ nữ Việt Nam                         |                   | Uỷ viên thường vụ Quốc hội, Chủ nhiệm Uỷ ban các vấn đề xã hội của Quốc hội | 8/1992-7/1996     |                                                       |
| 120 | Đặng Văn Thân        |                                                           | Tổng Giám đốc Tổng Công ty Bưu chính viễn thông Việt Nam                        |                   | Tổng Giám đốc Tổng Công ty Bưu chính viễn thông Việt Nam | 6/1996-7/1996     |                                                       |
| 121 | Phạm Văn Thọ         |                                                           | Phó Bí thư Tỉnh ủy, Chủ tịch Ủy ban Nhân dân tỉnh Hải Hưng                      |                   | Bí thư tỉnh ủy Hải Hưng | 8/1991-7/1996     |                                                       |
| 122 | Lê Phước Thọ         |                                                           | Phụ trách công tác nông nghiệp trung ương đảng                                  |                   | Trưởng ban Tổ chức trung ương | 6/1991-7/1996     |                                                       |
| 122 | Lê Phước Thọ         |                                                           | Phụ trách công tác nông nghiệp trung ương đảng                                  |                   | Trưởng ban Tổ chức trung ương | 6/1991-7/1996     |                                                       |
| 123 | Hữu Thọ              |                                                           | Phó Tổng biên tập báo Nhân dân                                                  |                   | Tổng biên tập báo Nhân dân | 7/1991-1996       |                                                       |
| 124 | Phan Thu             |                                                           | Chủ nhiệm Tổng cục Công nghiệp Quốc phòng và Kinh tế                            |                   | Thứ trưởng Bộ Quốc phòng, Chủ nhiệm Tổng cục Công nghiệp Quốc phòng và Kinh tế | 11/1993-7/1996    |                                                       |
| 125 | Đặng Quân Thụy       |                                                           | Tư lệnh Quân khu 2                                                              |                   | Chủ nhiệm Ủy ban Quốc phòng và An ninh | 8/1992-7/1996     |                                                       |
| 126 | Phan Văn Tiệm        |                                                           | Chủ nhiệm Ủy ban Vật giá Nhà nước                                               |                   | Bộ trưởng, Phó chủ tịch thường trực Hội đồng Tài chính tiền tệ nhà nước | 9/1992-7/1996     |                                                       |
| 127 | Nguyễn Trung Tín     |                                                           | Bí thư tỉnh ủy Bình Định                                                        |                   | Phái viên của Đảng và Chính phủ tại miền Trung - Tây Nguyên | 4/1994-7/1996     |                                                       |
| 128 | Phạm Văn Trà         |                                                           | Tư lệnh Quân khu 3                                                              |                   | Thứ trưởng Bộ Quốc phòng, Tổng Tham mưu trưởng Quân đội Nhân dân Việt Nam | 12/1995-7/1996    |                                                       |
| 129 | Hà Học Trạc          |                                                           | Chủ tịch kiêm Bí thư Đảng đoàn Liên hiệp các hội khoa học kỹ thuật Việt Nam     |                   | Chủ tịch kiêm Bí thư Đảng đoàn Liên hiệp các hội khoa học kỹ thuật Việt Nam | 6/1991-7/1996     |                                                       |
| 130 | Lê Văn Triết         |                                                           | Thứ trưởng thứ nhất Bộ Thương nghiệp                                            |                   | Bộ trưởng Bộ Thương mại và Du lịch | 8/1991-9/1992     |                                                       |
| 130 | Lê Văn Triết         | Bộ trưởng Bộ Thương mại                                   | 10/1992-7/1996                                                                  |                   | |                   |                                                       |
| 131 | Nguyễn Đức Triều     |                                                           | Bí thư huyện ủy Hải Hậu                                                         |                   | Phó Chủ tịch Hội Nông dân Việt Nam | 11/1993-7/1996    |                                                       |
| 132 | Lê Xuân Trinh        |                                                           | Phó Chủ nhiệm Ủy ban Kế hoạch Nhà nước                                          |                   | Bộ trưởng Chủ nhiệm Văn phòng Chính phủ Việt Nam | 10/1992-7/1996    |                                                       |
| 133 | Nguyễn Tấn Trịnh     |                                                           | Bộ trưởng Bộ Thủy sản                                                           |                   | Bộ trưởng Bộ Thủy sản | 6/1991-7/1996     |                                                       |
| 134 | Trương Vĩnh Trọng    |                                                           | Phó Bí thư Tỉnh ủy, Chủ tịch Ủy ban nhân dân tỉnh Bến Tre                       |                   | Ủy viên Ủy ban Kiểm tra Trung ương | 6/1991-7/1996     |                                                       |
| 135 | Đỗ Quang Trung       |                                                           | Phó Bí thư tỉnh ủy, Chủ tịch Ủy ban Nhân dân tỉnh Quảng Ninh                    |                   | Tổng cục trưởng Tổng cục Du lịch | 10/1992-7/1996    |                                                       |
| 136 | Lê Văn Tu            |                                                           | Phó Bí thư tỉnh ủy, Chủ tịch Ủy ban Nhân dân tỉnh Thanh Hóa                     |                   | Bí thư Tỉnh ủy Thanh Hóa | 9/1991-7/1996     |                                                       |
| 137 | Đào Duy Tùng         |                                                           | Phụ trách tư tưởng văn hóa Trung ương đảng                                      |                   | Thường trực Ban Bí thư | 6/1991-7/1996     |                                                       |
| 137 | Đào Duy Tùng         |                                                           | Phụ trách tư tưởng văn hóa Trung ương đảng                                      |                   | Thường trực Ban Bí thư | 6/1991-7/1996     |                                                       |
| 138 | Lê Xuân Tùng         |                                                           | Trợ lý Tổng Bí thư                                                              |                   | Phó Bí thư thường trực Thành ủy Hà Nội | 6/1991-6/1996     |                                                       |
| 139 | Nguyễn Văn Tư        |                                                           | Chủ tịch Tổng liên đoàn Lao động Việt Nam                                       |                   | Chủ tịch Tổng liên đoàn Lao động Việt Nam | 6/1991-7/1996     |                                                       |
| 140 | Nguyễn Đình Tứ       |                                                           | Viện trưởng Viện Năng lượng nguyên tử quốc gia                                  |                   | Chủ nhiệm Ủy ban Khoa học, Công nghệ và Môi trường của Quốc hội | 8/1992-6/1996     | Mất khi đang tổ chức Đại hội đảng khóa VIII           |
| 141 | Phan Ngọc Tường      |                                                           | Bộ trưởng, Trưởng ban Tổ chức cán bộ Hội đồng Bộ trưởng                         |                   | Bộ trưởng, Trưởng ban Tổ chức cán bộ Chính phủ | 10/1992-7/1996    |                                                       |
| 142 | Nguyễn Thị Hồng Vân  |                                                           | Phó Bí thư Thường trực tỉnh ủy Khánh Hòa                                        |                   | Bí thư tỉnh ủy Khánh Hòa | 5/1996-7/1996     |                                                       |
| 143 | Bùi Thanh Vân        |                                                           | Tư lệnh Quân khu 7                                                              |                   | Tư lệnh Quân khu 7 | 6/1991-1994       | Mất khi đang tại nhiệm                                |
| 144 | Đậu Ngọc Xuân        |                                                           | Chủ nhiệm Ủy ban Nhà nước về Hợp tác và Đầu tư                                  |                   | Bộ trưởng, Chủ nhiệm Ủy ban Nhà nước về Hợp tác và Đầu tư | 6/1996-7/1996     |                                                       |
| 145 | Nguyễn Trọng Xuyên   |                                                           | Thứ trưởng Bộ Quốc phòng kiêm Chủ nhiệm Tổng cục Hậu cần                        |                   | Thứ trưởng Thường trực Bộ Quốc phòng | 7/1992-7/1996     |                                                       |
| 146 | Lê Danh Xương        |                                                           | Bí thư Thành ủy Hải Phòng                                                       |                   | Bí thư Thành ủy Hải Phòng | 6/1991-7/1996     |                                                       |
| 147 | Đào Trọng Lịch       |                                                           | Tư lệnh Quân khu II                                                             |                   | Tư lệnh Quân khu II | 1/1994-7/1996     | Bầu bổ sung từ 25/1/1994                              |
| 148 | Phan Diễn            |                                                           | Chánh Văn phòng Trung ương Đảng                                                 |                   | Chánh Văn phòng Trung ương Đảng | 1/1994-7/1996     | Bầu bổ sung từ 25/1/1994                              |
| 149 | Sô Lây Tăng          |                                                           | Bí thư Tỉnh uỷ Kon Tum                                                          |                   | Bí thư Tỉnh uỷ Kon Tum | 1/1994-7/1996     | Bầu bổ sung từ 25/1/1994                              |
| 150 | Bùi Quang Huy        |                                                           | Bí thư Tỉnh uỷ Trà Vinh                                                         |                   | Bí thư Tỉnh uỷ Trà Vinh | 1/1994-7/1996     | Bầu bổ sung từ 25/1/1994                              |
| 151 | Lư Văn Điền          |                                                           | Bí thư Tỉnh uỷ Cần Thơ                                                          |                   | Bí thư Tỉnh uỷ Cần Thơ | 1/1994-7/1996     | Bầu bổ sung từ 25/1/1994                              |
| 152 | Hồ Đức Việt          |                                                           | Bí thư thứ nhất Đoàn Thanh niên Cộng sản Hồ Chí Minh                            |                   | Bí thư thứ nhất Đoàn Thanh niên Cộng sản Hồ Chí Minh | 1/1994-7/1996     | Bầu bổ sung từ 25/1/1994                              |
| 153 | Lê Mai               |                                                           | Thứ trưởng Bộ Ngoại giao                                                        |                   | Thứ trưởng Bộ Ngoại giao | 1/1994-7/1996     | Bầu bổ sung từ 25/1/1994                              |
| 154 | Nguyễn Thế Trị       |                                                           | Tư lệnh Quân khu III                                                            |                   | Tư lệnh Quân khu III | 1/1994-7/1996     | Bầu bổ sung từ 25/1/1994                              |
| 155 | Đặng Thành Học       |                                                           | Bí thư Tỉnh uỷ Minh Hải                                                         |                   | Bí thư Tỉnh uỷ Minh Hải | 1/1994-7/1996     | Bầu bổ sung từ 25/1/1994                              |
| 156 | Hoàng Thừa           |                                                           | Bí thư Tỉnh uỷ Hà Giang                                                         |                   | Bí thư Tỉnh uỷ Hà Giang | 1/1994-7/1996     | Bầu bổ sung từ 25/1/1994                              |
| 157 | Trương Công Thận     |                                                           | Bí thư Tỉnh uỷ An Giang                                                         |                   | Bí thư Tỉnh uỷ An Giang | 1/1994-7/1996     | Bầu bổ sung từ 25/1/1994                              |
| 158 | Trần Văn Vụ          |                                                           | Bí thư Tỉnh uỷ Sóc Trăng                                                        |                   | Bí thư Tỉnh uỷ Sóc Trăng | 1/1994-7/1996     | Bầu bổ sung từ 25/1/1994                              |
| 159 | Đinh Trung           |                                                           | Bí thư Tỉnh uỷ Bình Thuận                                                       |                   | Bí thư Tỉnh uỷ Bình Thuận | 1/1994-7/1996     | Bầu bổ sung từ 25/1/1994                              |
| 160 | Nguyễn Phú Trọng     |                                                           | Tổng biên tập Tạp chí Cộng sản                                                  |                   | Tổng biên tập Tạp chí Cộng sản | 1/1994-7/1996     | Bầu bổ sung từ 25/1/1994                              |
| 161 | Hà Mạnh Trí          |                                                           | Uỷ viên Uỷ ban Thường vụ Quốc hội, Chủ nhiệm Uỷ ban Pháp luật của Quốc hội      |                   | Uỷ viên Uỷ ban Thường vụ Quốc hội, Chủ nhiệm Uỷ ban Pháp luật của Quốc hội | 1/1994-7/1996     | Bầu bổ sung từ 25/1/1994                              |
| 162 | Lê Thanh Đạo         |                                                           | Viện trưởng Viện Kiểm sát nhân dân tối cao                                      |                   | Viện trưởng Viện Kiểm sát nhân dân tối cao | 1/1994-7/1996     | Bầu bổ sung từ 25/1/1994                              |
| 163 | Tô Xuân Toàn         |                                                           | Bí thư Tỉnh uỷ Ninh Bình                                                        |                   | Bí thư Tỉnh uỷ Ninh Bình | 1/1994-7/1996     | Bầu bổ sung từ 25/1/1994                              |
| 164 | Thái Phụng Nê        |                                                           | Bộ trưởng Bộ Năng lượng                                                         |                   | Chủ tịch Hội đồng Quản trị Tổng Công ty điện Việt Nam | 10/1995-7/1996    | Bầu bổ sung từ 25/1/1994                              |
| 165 | Võ Văn Cương         |                                                           | Thường vụ Thành uỷ, Chủ nhiệm Uỷ ban Kiểm tra Thành uỷ thành phố Hồ Chí Minh    |                   | Phó Bí thư Thành ủy Thành phố Hồ Chí Minh Trưởng Ban Tổ chức Thành ủy | 5/1996-7/1996     | Bầu bổ sung từ 25/1/1994                              |
| 166 | Hoàng Văn Nghiên     |                                                           | Thành uỷ viên, Giám đốc Công ty điện tử Hà Nội                                  |                   | Phó Bí thư Thành ủy Chủ tịch Ủy ban Nhân dân Thành phố Hà Nội | 12/1994-7/1996    | Bầu bổ sung từ 25/1/1994                              |

Tại Hội nghị đại biểu toàn quốc giữa nhiệm kì (tháng 1 năm 1994) đã bầu bổ sung 20 ủy viên Trung ương, thay thế cho các ủy viên vì lý do bệnh tật đã từ trần (Nguyễn Thái Ninh, Trưởng ban Tư tưởng Văn hóa Trung ương và Thượng tướng Đào Đình Luyện, Tổng Tham mưu trưởng), tự nguyện rút lui và 1 ủy viên bị cách chức: Nguyễn Phú Trọng, Phan Diễn, Thái Phụng Nê, Tô Xuân Toàn, Trần Văn Vụ, Hà Mạnh Trí, Trương Công Thận, Võ Văn Cương, Đặng Thành Học, Đào Trọng Lịch, Đinh Trung, Hồ Đức Việt, Hoàng Thừa, Hoàng Văn Nghiên, Lê Mai, Lê Thanh Đạo, Lư Văn Điền, Bùi Quang Huy, Nguyễn Thế Trị, Sô Lây Tăng.

## Ban Bí thư
1. Đỗ Mười (Tổng Bí thư)
2. Lê Đức Anh
3. Đào Duy Tùng
4. Lê Phước Thọ
5. Nguyễn Hà Phan (đến 4/1996)
6. Hồng Hà
7. Nguyễn Đình Tứ
8. Trương Mỹ Hoa
9. Đỗ Quang Thắng
10. Nguyễn Đức Bình (từ 3/1992)
11. Lê Khả Phiêu (từ 3/1992).

Tại phiên họp ngày 2-7-1991, Bộ Chính trị đã quyết định phân công các Ủy viên Bộ Chính trị và Bí thư Trung ương Đảng (khóa VII):
- 1- Đỗ Mười, Tổng Bí thư.
- 2- Lê Đức Anh, Phụ trách Quốc phòng, An ninh, Đối ngoại.
- 3- Võ Văn Kiệt, Giới thiệu với Nhà nước cử làm Chủ tịch Hội đồng Bộ trưởng.
- 4- Đào Duy Tùng, Thường trực Ban Bí thư.
- 5- Đoàn Khuê, Giới thiệu với Nhà nước cử làm Bộ trưởng Bộ Quốc phòng.
- 6- Vũ Oanh, Phụ trách Dân vận và Mặt trận.
- 7- Lê Phước Thọ, Phụ trách Tổ chức.
- 8- Phan Văn Khải, Giới thiệu với Nhà nước cử làm Phó Chủ tịch trực Hội đồng Bộ trưởng kiêm Bộ trưởng Bộ Tài chính.
- 9- Bùi Thiện Ngộ, Giới thiệu với Nhà nước cử làm Bộ trưởng Bộ Nội vụ.
- 10- Nông Đức Mạnh, Phụ trách vấn đề Dân tộc.
- 11- Phạm Thế Duyệt, Bí thư Thành ủy Hà Nội.
- 12- Nguyễn Đức Bình, Phụ trách công tác Tư tưởng - Văn hóa và Khoa giáo.
- 13- Võ Trần Chí, Bí thư Thành ủy thành phố Hồ Chí Minh.
- 1- Nguyễn Hà Phan, Phụ trách khối Kinh tế; phụ trách tài chính của Đảng.
- 2- Hồng Hà, Phụ trách Đối ngoại; phụ trách Văn phòng Trung ương, cơ yếu, lưu trữ.
- 3- Nguyễn Đình Tứ, Phụ trách Khoa giáo.
- 4- Trương Mỹ Hoa, Giới thiệu với Hội Liên hiệp Phụ nữ Việt Nam cử làm Chủ tịch Hội Liên hiệp Phụ nữ Việt Nam; cùng Vũ Oanh lo công tác dân vận.
- 5- Đỗ Quang Thắng, Chủ nhiệm Ủy ban Kiểm tra Trung ương.

Bộ phận Thường trực Bộ Chính trị và Ban bí thư: 
1. Đỗ Mười
2. Lê Đức Anh
3. Đào Duy Tùng
4. Võ Văn Kiệt (từ giữa năm 1992)

## Thay đổi nhân sự
- Tại Hội nghị Trung ương Đảng lần thứ 3 từ ngày 18/6/1992 đến ngày 29/6/1992 đã bàn về việc thông qua nội dung dung và ban hành Nghị quyết Trung ương Đảng về công tác tư tưởng văn hóa; Hội nghị Trung ương lần này đã tiến hành bầu bổ sung nhân sự Ban Bí thư khóa VII là ông Nguyễn Đức Bình, Ủy viên Bộ Chính trị và ông Lê Khả Phiêu, Ủy viên Trung ương Đảng, Chủ nhiệm Tổng cục Chính trị.
- Tại Hội nghị lần thứ sáu của Trung ương họp từ ngày 24 tháng 11 đến ngày 1 tháng 12 năm 1993 đã bàn việc chuẩn bị nội dung và nhân sự cho Hội nghị đại biểu toàn quốc giữa nhiệm kỳ của Đảng. Hội nghị đã bầu bổ sung Lê Khả Phiêu, Nguyễn Mạnh Cầm, Đỗ Quang Thắng, Nguyễn Hà Phan vào Bộ Chính trị và cách chức ủy viên Trung ương của Vũ Ngọc Hải.
- Tiếp đó, tại Hội nghị đại biểu toàn quốc giữa nhiệm kì họp từ ngày 20 đến ngày 25 tháng 1 năm 1994 đã quyết định bổ sung 20 ủy viên Trung ương để thay thế cho các ủy viên vì lý do sức khỏe, bệnh tật đã từ trần (Nguyễn Thái Ninh, Trưởng ban Tư tưởng Văn hóa Trung ương đã được Thường trực Bộ Chính trị thông qua bổ sung vào Ban Bí thư phụ trách công tác tư tưởng - văn hóa và khoa giáo tại Hội nghị Trung ương lần thứ 3 và Thượng tướng Đào Đình Luyện, Tổng Tham mưu trưởng), đã tự nguyện rút lui và các ủy viên bị kỷ luật. Danh sách ủy viên được bầu bổ sung vào Ban Chấp hành Trung ương bao gồm: Đào Trọng Lịch, Phan Diễn, Sô Lây Tăng, Bùi Quang Huy, Lư Văn Điền, Hồ Đức Việt, Lê Mai, Nguyễn Thế Trị, Đặng Thành Học, Hoàng Thừa, Trương Công Thận, Trần Văn Vụ, Đinh Trung, Nguyễn Phú Trọng, Hà Mạnh Trí, Lê Thanh Đạo, Tô Xuân Toàn, Thái Phụng Nê, Võ Văn Cương, Hoàng Văn Nghiên. Trong đó, Bộ Ngoại giao là bộ có nhiều xáo động nhất khi đồng thời 2 Thứ trưởng xin rút lui và từ nhiệm là Trần Quang Cơ và Đinh Nho Liêm - nhân vật được nhiều người cho rằng sẽ kế nhiệm chức vụ Bộ trưởng của cựu Ủy viên Bộ Chính trị Nguyễn Cơ Thạch. Có người cho rằng, năm 1993 được đánh dấu là năm có nhiều thay đổi về nhân sự và tổ chức của Đảng Cộng sản Việt Nam so với các năm khác, kể từ sau ngày thống nhất đất nước.